# Universidad Católica del Sagrado Corazón
La  Universidad Católica del Sagrado Corazón de Milán (Università Cattolica del Sacro Cuore (UCSC)) es una universidad italiana fundada en 1921 por Agostino Gemelli. El campus principal está en Milán, hay otros campus en Brescia, Plasencia-Cremona y Roma. La Cattolica, con sus cinco campus afiliados, es la universidad privada más grande en Europa y la universidad católica más grande del mundo.

## Organización
La universidad está dividida en 12 facultades:
- Facultad de Ciencias agrícolas, alimentarias y ambientales (Plasencia-Cremona)
- Facultad de Ciencias Económicas (Milán, Roma)
- Facultad de Ciencias Económicas y Jurisprudencia (Plasencia-Cremona)
- Facultad de Jurisprudencia (Milán)
- Facultad de Filosofía y Letras (Milán, Brescia)
- Facultad de Medicina y Cirugía (Roma)
- Facultad de Psicología (Milán, Brescia)
- Escuela de Banca, Finanzas y Seguros (Milán)
- Facultad de Educación (Milán, Brescia, Plasencia)
- Facultad de Lengua y Literatura (Milán, Brescia)
- Facultad de Ciencias Políticas y Sociales (Milán, Brescia)
- Facultad de Ciencias Matemáticas, Físicas y Naturales (Brescia)

## Rectores
- Agostino Gemelli (1921-1959)
- Francesco Vito (1959-1965)
- Ezio Franceschini (1965-1968)
- Giuseppe Lazzati (1968-1983)
- Adriano Bausola (1983-1998)
- Sergio Zaninelli (1998-2002)
- Lorenzo Ornaghi (2002-2012)
- Franco Anelli (2012-)